# Освенцим (город)
Осве́нцим (пол. Oświęcim, нем. Auschwitz, А́ушвиц) — город в Польше, входит в Малопольское воеводство. Находится в 60 километрах от города Кракова, расположен на территории Освенцимской гмины Освенцимского повята. Всемирно известен благодаря одноимённому концентрационному лагерю, располагавшемуся в нём во время Второй мировой войны, когда Польша находилась под контролем нацистской Германии. В переводе с польского Освенцим значит «освящённый».
Город расположен при впадении реки Солы в Вислу. По данным на 31 декабря 2007 года, в городе проживало 40 520 человек. По количеству жителей он занимает четвёртое место в Малопольском воеводстве.
В 1975—1998 годах город принадлежал Бельскому воеводству.
Освенцим лежит в центре Освенцимской Котловины, между Карпатским погорьем и Силезскими горами. С близлежащими регионами — Малопольским, Верхней Силезией и Тешинской Силезией — город имеет удобное автомобильное, железнодорожное и водное сообщение.

## Окружающая среда
По данным 2002 года Освенцим занимал площадь 30,3 км²,
в том числе:
- обработанных земель — 34 %
- лесов — 1 %

Размер города составляет 7,46 % от площади повята.

## Символика города
- Герб Освенцима — исторический герб города описывается так: в лазоревом поле серебряная башня о пяти зубцах с червёной крышей; по сторонам от башни половины золотых орлов.
- Флаг Освенцима — флаг города выполнен в виде прямоугольного полотнища из ткани голубого цвета, с соотношением сторон 5:8. Посередине флага расположен герб Освенцима без рамки. Высота герба равняется половине длины короткой стороны флага.
- Эмблема Освенцима — в 2002 году руководство города приняло решение о создании эмблемы города, которая должна была иметь надпись «Miasto Oświęcim» (Город Освенцим) и графический символ. Однако созданная эмблема получила надпись «Oświęcim — Miasto Pokoju» (Освенцим — город мира) и графический знак, изображающий взлетающую птицу — белого голубя (символ мира). На заднем плане изображены две человеческие фигуры, символизирующие единство рас[1].

## История
Город имеет почти 800-летнюю историю и является одним из старейших городов в Польше. Впервые он упоминается в 1179 году как отдалённое от Кракова поселение.
В 1241 году он был полностью разрушен во время монголо-татарского нашествия. В 1272 году вновь восстановленный Освенцим получает статус города.
В конце XIII века в городе поселились первые немцы, а в начале XVI века — евреи.
На протяжении столетий город менял свою политическую принадлежность. В 1348 году город стал частью Священной Римской империи. В этот период немецкий язык начал преобладать над польским.
С 1448 находился в составе Польше, и в Речи Посполитой со времени ее образования в 1569 году.
В 1655 году город вновь был разрушен шведами. В результате «Шведского потопа» город полностью утратил свою значимость, а в 1772 году в результате первого раздела Речи Посполитой вошёл в состав Австрии.
После окончания Первой мировой войны в 1918 году город вновь стал территорией Польши. Перед началом Второй мировой войны в городе насчитывалось около 8 000 евреев.

### Вторая мировая война
4 сентября 1939 года город был оккупирован войсками германского вермахта, затем указом А. Гитлера был присоединён к территории нацистской Германии.
Во время Второй мировой войны в городе находился германский концентрационный лагерь, состоящий из трёх комплексов, который стал местом самого массового убийства за всю историю человечества. Из общего числа жертв этого лагеря 90 % составили евреи.
Лагерь Аушвиц занимал территорию в 4 675 гектаров, на которой находились 40 лагерей. В шестистах двадцати бараках лагерей Аушвица содержалось постоянно от 180 000 до 250 000 заключённых. Над входом в лагерь Аушвиц I висел лозунг: «Arbeit macht frei» («Труд освобождает»).
Первые узники появились в Аушвице в 1940 году. Из прибывших тогда в лагерь 728 жителей Кракова не выжил никто.
3 сентября 1941 года в лагерь Аушвиц I были доставлены 600 советских военнопленных, которые были умерщвлены вместе с польскими узниками (250 человек) в подземных камерах блока № 11 (блок «Смерти») с помощью пестицида «Циклона Б». Это был первый нацистский эксперимент по массовому уничтожению людей «Циклоном Б».
Массовое уничтожение узников в газовых камерах концлагеря Аушвиц II (был построен на месте польской деревни Бжезинка, немецкое название Биркенау) началось с весны 1942 года. В лагерь на смерть эшелонами привозили сотни тысяч евреев с территорий европейских стран и Советского Союза, оккупированных Германией.
Всего, по современным оценкам, в концлагере Аушвиц погибло от 1 000 000 до 1 500 000 человек, среди которых — более 1 100 000 евреев, 150 000 поляков, 20 000 цыган, десятки тысяч русских.
Во время наступления советских войск 18 января 1945 года 58 000 трудоспособных узников были угнаны в Германию. Большинство из них погибли в лагерях Заксенхаузен, Берген-Бельзен и других.

### Освобождение города
27 января 1945 года, около 3 часов дня, 100-я стрелковая дивизия генерала Ф. М. Красавина освободила Аушвиц и Биркенау. Первым и в город, и в лагерь ворвался штурмовой отряд 106-го стрелкового корпуса под командованием майора Анатолия Шапиро. Это его отряд разминировал подступы к лагерю, после чего майор лично открыл ворота лагеря Аушвиц I и участвовал в подавлении сопротивления СС.

### Послевоенное время
В освобождённом лагере НКВД создал место для содержания немецких военнопленных. Лагерь функционировал до осени 1945 года, а второй из них, заложенный в здании бывшего лагеря Аушвиц II, — до весны 1946 года. В лагерях находилось около 15 000 человек, комендантом был советский полковник Маслобоев.
Кроме того, в городе функционировало Министерство общественной безопасности, главное здание которого находилось недалеко от железнодорожной станции «Освенцим». В зданиях бывшего лагеря министерство содержало заключённых, подозреваемых в связях с НСДАП, Гитлерюгендом и СНД. Лагерь был закрыт в марте 1946 года.
В 1947 году концентрационный лагерь был переоборудован в музей, а в 1979 году был включен в список Всемирного наследия ЮНЕСКО. Ежегодно музей посещает около одного миллиона туристов со всего мира.
После войны в городе были построены новые микрорайоны и здания, основным видом деятельности стала химическая промышленность.
В 1952 году был создан Освенцимский повят, который после проведения административной реформы стал частью Бельского воеводства. В 1979 году была учреждена должность мэра города, а в 1999 году в результате новой административной реформы город вошёл в состав Малопольского воеводства
28 мая 2006 года город посетил Папа Римский Бенедикт XVI.

## История евреев в Освенциме
Первые евреи прибыли в Освенцим в середине XVI века, и в 1563 году был издан указ, регулирующий количество евреев в городе.
В 1588 году в Освенциме имелась синагога и еврейское кладбище. В 1666 году евреям в городе принадлежало 20 зданий. Во второй половине XIX века начался значительный приток хасидов. В 1765 году в городе проживало 133 еврея, в 1910 году — около 3 000, а в 1921 — 4 950 человек (40 % от числа жителей).
Во время Второй мировой войны евреи Освенцима были заключены в гетто в городах Хшанув, Бендзин и Сосновец, позже нацисты переместили их в концентрационный лагерь и практически всех убили.
После войны некоторые евреи вернулись в Освенцим. В 1946 году в городе жило 186 евреев, но до 1955 года все евреи эмигрировали. В 1962 году в город вернулся Шимон Клугер (Szymon Kluger), умерший 26 мая 2000 года и похороненный на местном еврейском кладбище. Он стал последним евреем, жившим в Освенциме.

## Топонимика названия
Освенцим является польским названием с 800-летней историей. Название города имеет славянское происхождение. Из сохранившихся источников, название Освенцим присутствует на разных языках, польском, чешском, немецком и латинском, например: (Ospenchin (1217), Osvencin (1280), Hospencin (1283), Osswetem (1290), Uspencin (1297), Oswentim (1302), Wswencim (1304), Auswintzen (1312), Oswiecim (1314), Oswencin (1327), Auswieczin (1372), Awswiczin (1372), Uswiczin (1400).
Встречаются также и другие названия: Ossvancin, Osvencim, Osvenczyn, Osvacim, Osswanczyn, Ossvijancin, Osswancin, Oswęcim, иногда Ossvencim. На латинском языке название записывалось как Osswencimen или Osviecimensis.
Освенцим был важным торговым центром, немецкие купцы и поселенцы дали ему своё название — Auswintz, которое впервые встречается в документах XIV века. А уже в XV веке название Auswintz стало появляться на немецких географических картах, в словарях и книгах. После входа города в состав нацистской Германии оккупанты меняют польское название Oświęcim на немецкое Auswitz. Сразу после освобождения города войсками Красной армии (27 января 1945 года) городу было возвращено его прежнее название.

## Достопримечательности города
- Государственный музей Аушвиц-Биркенау
- Дом Шимона Клугера (теперь Еврейский музей Освенцима)[6]
- Замок
- Тоннели
- Часовня св. Якова
- Костёл Успения Пресвятой Девы Марии
- Костёл Божьей Матери Воспоминания Верных
- Костёл Матери Божьей Скорбящей
- Рыночная площадь
- Ратуша
- Дома с интересной архитектурой
- Приходское кладбище
- Действующая синагога
- Еврейское кладбище
- Дворец бракосочетания
- Исторические и этнографические коллекции

## Транспорт
Освенцим находится на пересечении многих дорог, таких как:
- Национальная трасса № 44 Гливице — Тыхы — Краков
- Местная трасса № 933 Водзислав-Слёнски — Пщина — Хшанув
- Местная трасса № 948 Освенцим — Кенты — Живец

Кроме того, Освенцим является важным железнодорожным узлом, с национальной и международной связью:
- Чеховице-Дзедзице
- Катовице
- Краков
- Тшебиня
- Прага
- Вена
- Жилина

Водный транспорт: в Освенциме начинается Верхневислинский водный путь.
Ближайшие аэропорты:
- Национальный аэропорт имени Иоанна Павла II Краков-Балице — ок. 60 км
- Катовицкий международный аэропорт в Пыжовице — ок. 75 км

## Городской транспорт
В городе функционирует:
- Городской департамент транспорта в Освенциме — 9 городских и 16 пригородных линий, 50 автобусов
- Предприятие автотранспорта и связи — охватывает города: Краков, Бельско-Бяла, Кенты, Либёнж, Затор, Тыхы, Вадовице, Вилямовице, Вола, Осиек (Освенцимский повят), Полянка-Велька.

Освенцим имеет прямое железнодорожное сообщение с городами: Краков, Катовице, Чеховице-Дзедзице, Тшебиня, Прага, Вена, Будапешт, Жилина,
Город не имеет прямого сообщения с Варшавой, облегчающего доступ туристов в концентрационные лагеря Аушвиц I, Аушвиц II — Биркенау.

## Культура
В городе есть культурные и образовательные учреждения. Их задача состоит в том, чтобы создать образ Освенцима как города мира.
Имеются:
- Национальная музыкальная школа
- Освенцимский центр культуры
- Любительский киноклуб «Химик» («Chemik») при освенцимском центре культуры
- Городская публичная библиотека
- Молодёжный дом культуры
- Государственный музей Аушвиц-Биркенау
- Международный Дом совещания молодёжи в Освенциме

## Университеты
Государственная Высшая Профессиональная школа в Освенциме.

## Спорт

### Муниципальный спорт и отдых
- Крытый плавательный бассейн, улица Chemików 2
- Ледовый каток, улица Chemików 4
- Футбольные стадионы
- «Отель Олимпийский»

### Спортивные клубы
- Хоккейный клуб
- Плавательный клуб
- Клуб фигурного катания
- Студенческий хоккейный клуб
- Женский хоккейный клуб
- Баскетбольный клуб
- Футбольный клуб
- Волейбольный клуб
- Теннисный клуб
- Клуб стрельбы из лука

## Известные уроженцы и жители
- Шимон Клугер (1925—2000) — последний еврей, живший в Освенциме.
- Жак, Ядвига Каролина — одна из 11 новогрудских мучениц
- Урбаняк, Уршула — режиссёр.
- Сыреньский, Шимон (1540–1611) — польский учёный, врач, ботаник, исследователь лечебных свойств трав.

## Города-побратимы
- Керпен
- Самбор